# 中国人民解放军陆军第四十六军
中国人民解放军陆军第四十六军，为1948年11月整编组建的中国人民解放军陆军的一个军，1985年撤销。

## 历史
第46军是于1948年11月由东北野战军第9纵队改称而来。原为冀东军区领导机关及所辖3个旅于1947年8月组建。 

## 组织结构
- 军长：詹才芳[1]
- 政委：李中权[1]
- 副军长：杨梅生[1]
- 参谋长：袁渊[1]
- 政治部主任：王逸群[1]
- 政治部副主任：雷永通[1]
  - 文工团团长黄河
- 供给部副部长、部长史一民
- 第136师师长曾雍雅  副政委李平
  - 司令部 副师长兼参谋长吴华 副参谋长郭春林
    - 通信科科长赵春亭

  - 第406团团长张多树
- 第137师师长肖全夫 政委李振声
  - 政治部主任赵靖远
  - 第409团团长程登志。
  - 第410团团长曾广珍/朱俊功/巩玉然 副团长巩玉然
- 第138师师长任昌辉 政委王文 副师长马骥
  - 司令部 参谋长戴天祥/乔雨生
    - 通信科副科长、科长魏炳生

  - 政治部副主任、主任杨春垠
  - 第413团团长贾本维/乔雨生
  - 第414团政治处主任华山
- 159师 1948年2月，平北军分区机关及热西、察东、平北三个军分区的独立团，组成冀热察辽独立第七师，师长陈宗坤，政委谢明，参谋长杨力。在丰宁县土城子整训2个月。1948年4月中旬全师北上攻打察哈尔省北部重镇多伦县城，4月23日下午开始攻城，经过两个多小时的战斗全歼守城国军保安十、十一团及保警队，共毙612名，俘虏1400名，其余士兵在逃跑中被朱德骑兵师、察北骑兵师消灭，独7师第19团团长、长征时当过毛泽东警卫员的黄泽九等牺牲了74名指战员，负伤273名。1948年11月改称第159师，隶属于46军。师长陈宗坤 副师长杨力。
  - 司令部 参谋长刘可天
    - 作战科科长侯杰

  - 供给部副部长赵宗一
  - 第475团团长乔雨生
  - 第476团团长周德礼